# Willy Glogner

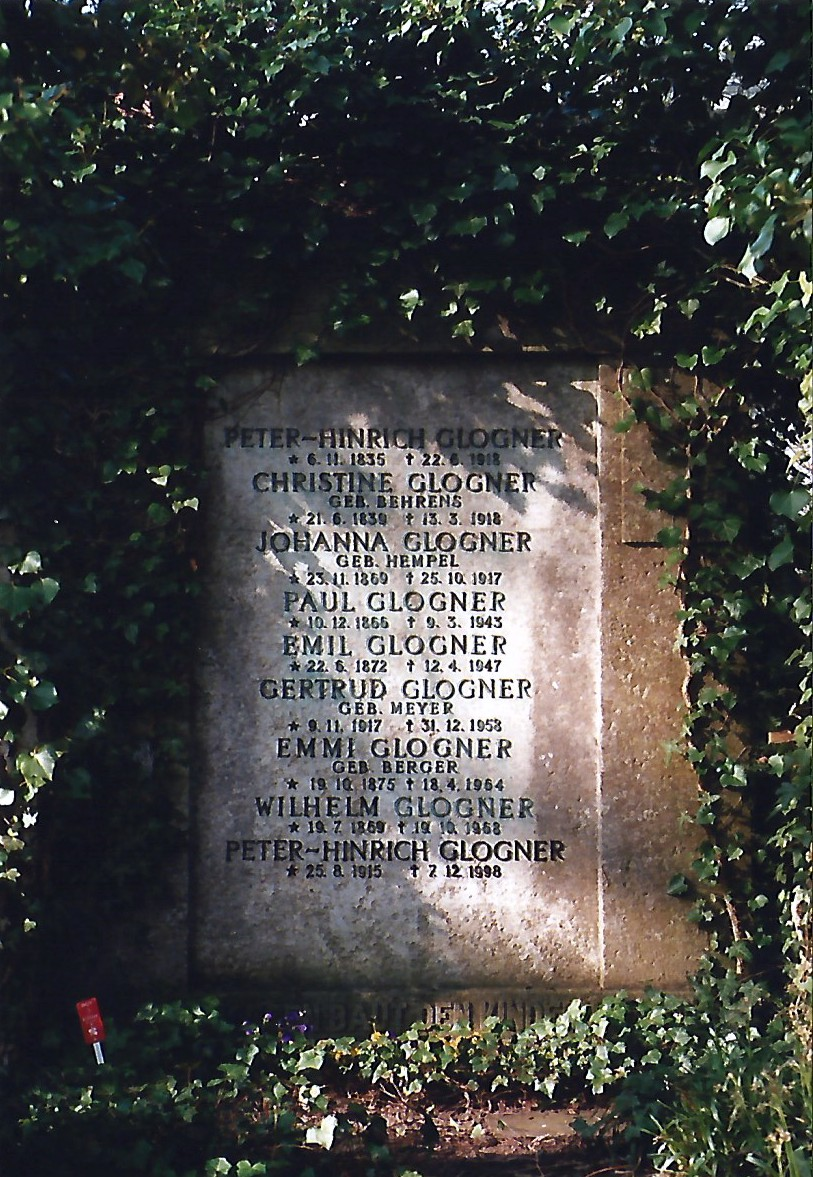
Familiengrab der Glogners

Willy Glogner (* 19. Juli 1869 in Lübeck; † 19. Oktober 1968 ebenda; vollständiger Name: Wilhelm Heinrich Friedrich Glogner) war ein deutscher Architekt.

## Leben
Glogner studierte Architektur an der Baugewerkschule Eckernförde und anschließend an der Technischen Hochschule Charlottenburg. Von 1898 bis 1903 war er Mitarbeiter des preußischen Ministeriums der öffentlichen Arbeiten in Berlin. Von 1903 bis 1955 arbeitete er als freier Architekt in seiner Heimatstadt Lübeck und führte zeitweise ein gemeinsames Architekturbüro mit Paul Vermehren. Im Bund Deutscher Architekten war er seit 1903 Mitglied und ab 1949 Ehrenmitglied.

## Bauten
Zahlreiche öffentliche Bauten und Wohngebäude Lübecks, stilistisch oftmals beeinflusst vom Historismus und vom Jugendstil, später auch vom Backsteinexpressionismus, stammen von Glogner. Unter ihnen befinden sich:
- das Empfangsgebäude des neuen Lübeck Hauptbahnhofs, entstanden 1904 bis 1908 in Zusammenarbeit mit Fritz Klingholz
- das neugotische Marienwerkhaus an der Marienkirche, 1903/04
- der Schifferhof in der Engelsgrube, entstanden 1908 in Zusammenarbeit mit Paul Vermehren
- der Neubau des de-Herthoge-Stifts in Lübeck-Vorwerk, Am Behnckenhof, entstanden 1908 in Zusammenarbeit mit Paul Vermehren[1]
- das Seemannsheim, An der Untertrave 1 (1960 durch Neubau ersetzt), entstanden 1913 im Stil des Heimatschutzes in Zusammenarbeit mit Paul Vermehren
- der Travemünder Kursaal (heute Casino Travemünde), entstanden 1913/14 in Zusammenarbeit mit Paul Vermehren
- das neue Verwaltungsgebäude, Schwartauer Allee[2]
- das Tor der Hoffnung, 1936/37
- die Lutherkirche, 1937 in Zusammenarbeit mit Paul Vermehren

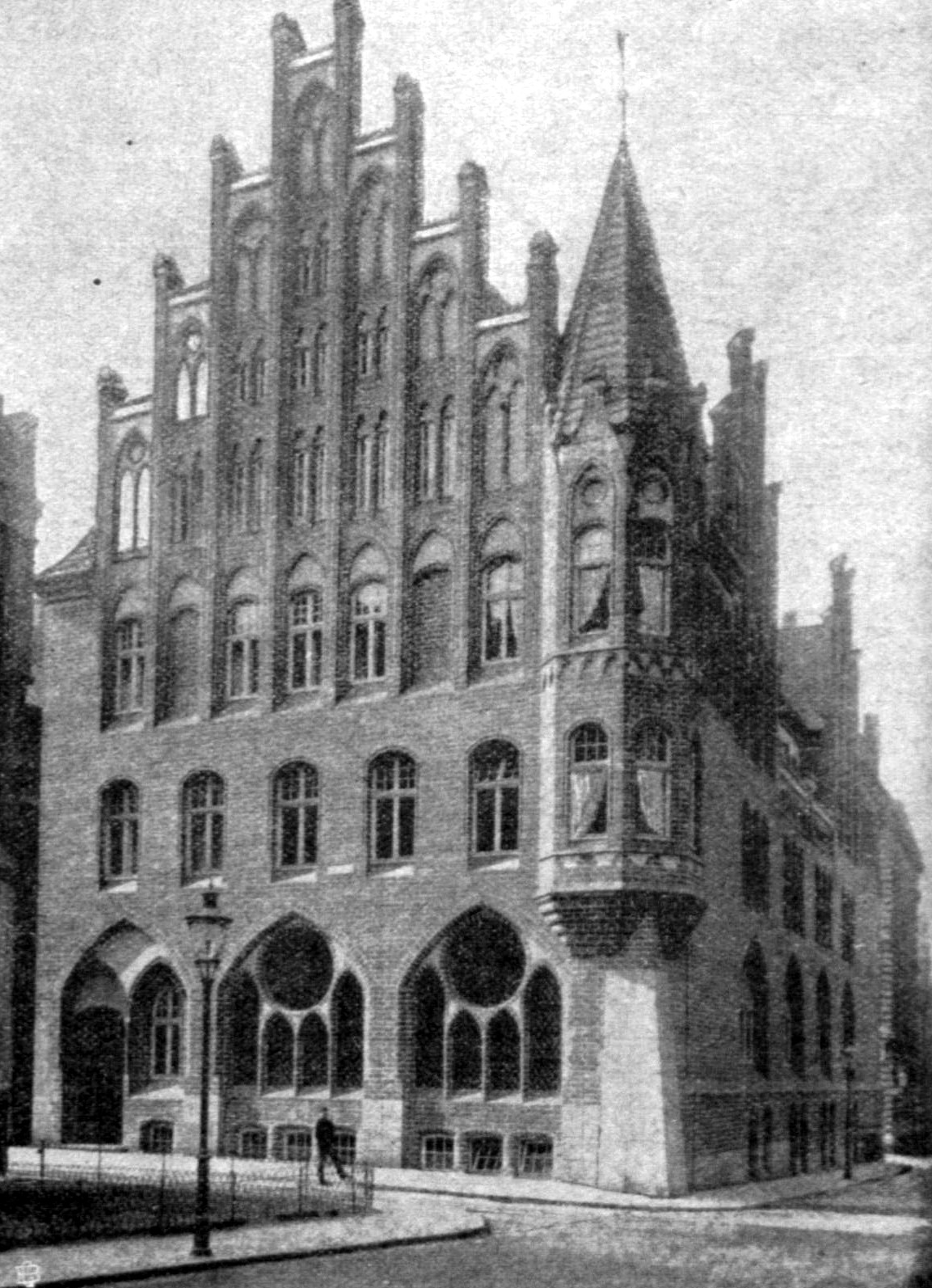
Marienwerkhaus
Hauptbahnhof Lübeck
Seemannsheim
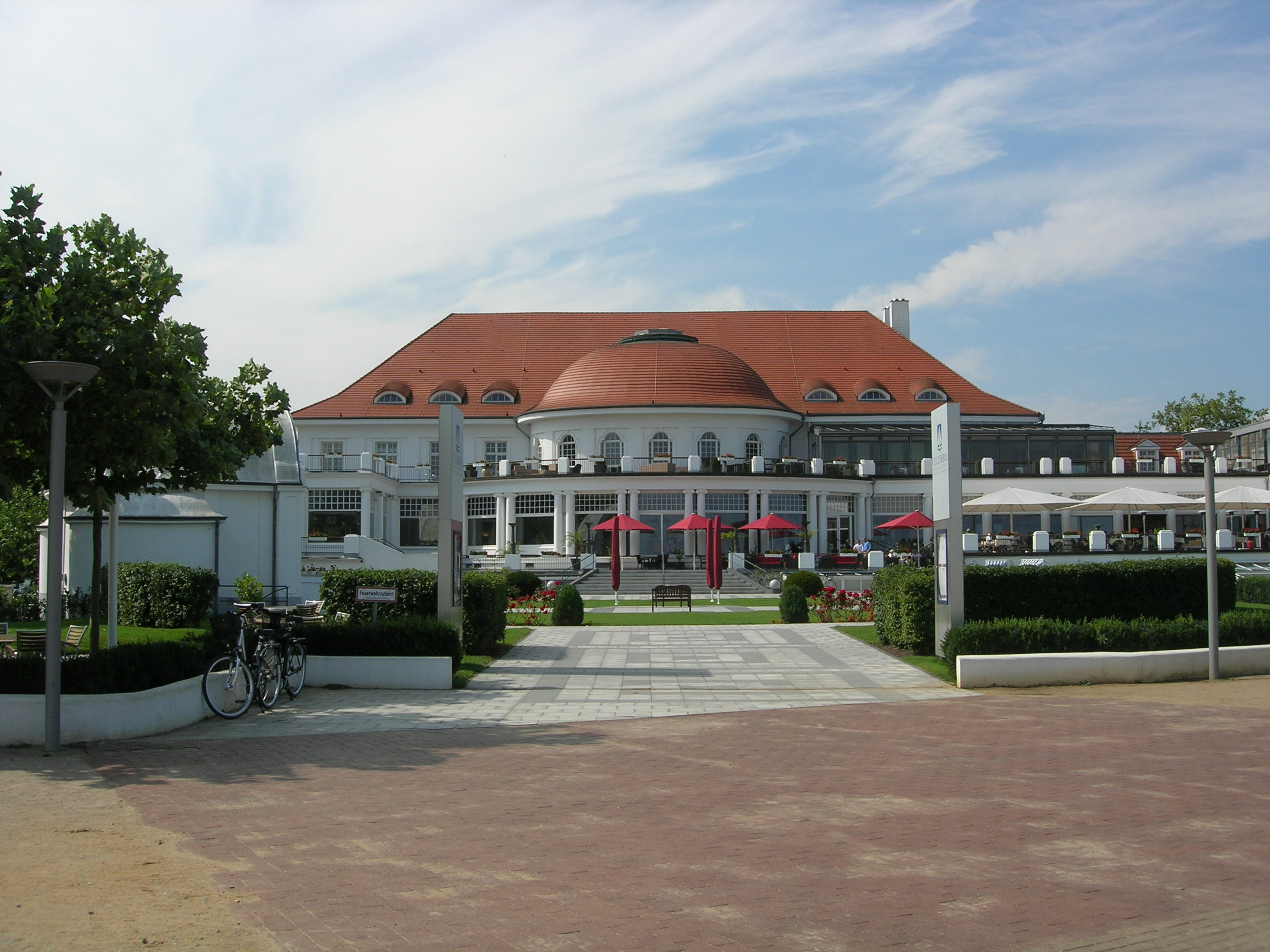
Casino Travemünde
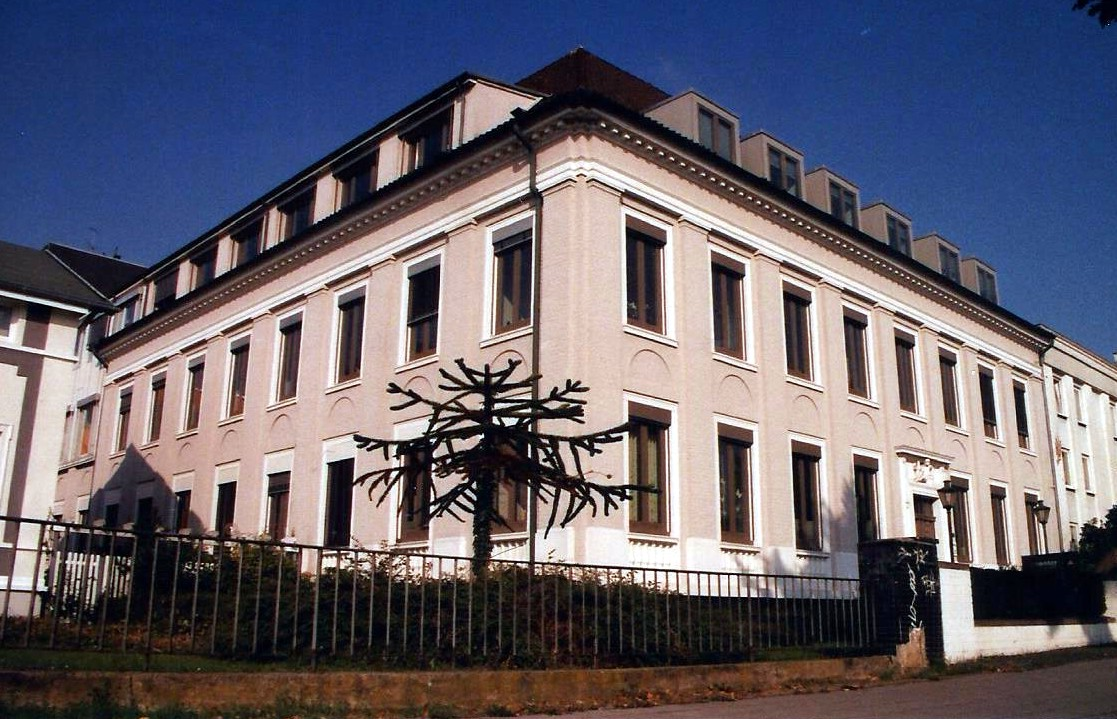
Verwaltungsgebäude
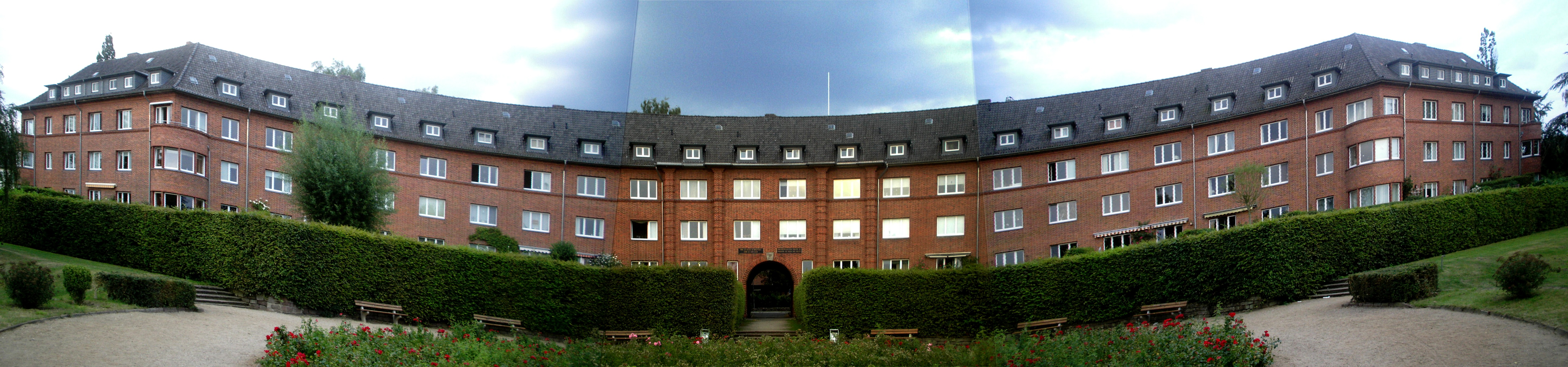
Tor der Hoffnung